# Einsatz der Waffen
Einsatz der Waffen (engl. Originaltitel: Use of Weapons,  1990) ist der dritte veröffentlichte Science-Fiction-Roman aus dem Kultur-Zyklus von Iain M. Banks.

## Themen
Drei Grundsatzfragen sind nahezu allen Kultur-Romanen Iain Banks inhärent:
1. Bedarf es eines kapitalistischen, hierarchisch organisierten  Wirtschaftsmodells, um eine produktive, kreative und innovative Gesellschaft zu strukturieren?
2. Nach welchen Kriterien lässt sich intelligentes Leben definieren und wie wirkt sich diese Definition auf den rechtlichen Status nicht humaner Intelligenzen aus?
3. Wo endet das „Humane“, wenn die medizinisch-technischen Möglichkeiten nahezu jede körperliche Optimierung und Erscheinungsform realisierbar macht? Zakalwe, der am Schluss des Romans, schwer verwundet, jedweden medizinischen Eingriff ablehnt, um seiner geliebten Livueta als der ultimative, leidende Mensch gegenüberzutreten, treibt die Problematisierung der Selbstoptimierung auf die Spitze.

## Inhalt
Die extrem auf Lustgewinn und Spaß ausgelegte Lebensphilosophie der Kultur ist nahtlos mit ihrem Hang zur Einmischung in die Entwicklung weniger fortgeschrittener Zivilisationen verknüpft. Es scheint, als rechtfertige die Kultur mit diesem Vorgehen ihren Hedonismus. Die Sektion Kontakt ist folglich ein begehrtes Betätigungsfeld und BU (siehe: Besondere Umstände), die aktive Eingriffsabteilung, kann sich vor Bewerbern kaum retten. Nichtsdestotrotz gibt es Schmutzarbeit, die barbarische Charaktere erfordert, wie sie die Kultur, aus sich heraus, kaum noch hervorbringt. Nicht selten sieht sich BU deshalb gezwungen, für diese Tätigkeiten Söldner anzuheuern. Einsatz der Waffen erzählt die Geschichte eines Mannes namens Cheradenine Zakalwe, der genau so ein Söldner ist.
Das Buch besteht aus zwei Handlungssträngen, die als alternierende Kapitel miteinander korrespondieren. Die Nummerierung der einzelnen Kapitel zeigt an, zu welchem Handlungsstrang sie gehören; der eine ist aufsteigend in Worten nummeriert (Eins, Zwei, …), der andere absteigend in römischen Ziffern (XIII, XII, …). Der erste Strang bewegt sich, als abgeschlossene Erzählung, chronologisch vorwärts. Die Kapitel des zweiten führen dagegen immer weiter in der Vergangenheit von Zakalwes Leben. Ein Prolog und ein Epilog, die beide in einer gänzlich anderen Zeit spielen, und etliche Rückblenden innerhalb der Kapitel lassen die Struktur des Romans ein wenig kompliziert wirken.
Schon vor Jahrzehnten, am absoluten Tiefpunkt seines Lebens, wurde Zakalwe von Rasd-Coduresa Diziet Embless Sma da’Marenhide für die BU rekrutiert. Seitdem verbindet die beiden eine Art Hassliebe. Jedes Mal, wenn Zakalwe zu einem neuen Einsatz überredet werden muss, ist es Diziet, die letztlich dabei Erfolg hat. Die Tatsache, dass Zakalwe, beim letzten Versuch, sich vor der BU unsichtbar zu machen, die ihn überwachende Messerrakete – ein extrem leistungsfähiges militärisches Gerät der BU – vernichtet hat, macht seinen Wert für die Kultur deutlich. Er ist aggressiv, kreativ, intelligent, intuitiv und fast unersetzlich, was bestimmte Einsätze angeht.
Der vorwärtsgerichtete Handlungsstrang beschreibt Diziet Smas neuerlichen Versuch, Zakalwe für eine dringende Friedensmission anzuwerben und den folgenden Verlauf der Mission selbst. Wie immer verlangt Zakalwe als Vergütung neben Aktien und Wertpapieren Informationen über den Aufenthaltsort einer Frau namens Livueta Zakalwe – seiner Schwester. Wie jedes Mal wird er sie nach Abschluss der Mission aufsuchen, um etwas zu erbitten, und voraussichtlich wird er wie jedes Mal erbitterte Ablehnung erfahren. Ein dunkles Geheimnis liegt über Herkunft und Jugend Cheradenine Zakalwes. So dunkel und tief verborgen schlummert es in ihm, dass nicht einmal er selbst bewusste Kenntnis davon hat, geschweige denn die BU, die erfolglos versucht haben, diesen Schleier zu lüften. Während besonders brutaler Einsätze überkommen Zakalwe grässliche Träume, unverständliche Assoziationen und scheinbar sinnlose Wortfetzen, wie „Staberinde“. Etwas bettelt darum, aufgedeckt zu werden.
Der sich in der Zeit rückwärtsbewegende Handlungsstrang beschreibt frühere BU-Einsätze Zakalwes bis hin zum Augenblick seiner Rekrutierung durch Diziet Sma. Am Ende des Buches, auf Zakalwes Heimatplaneten treffen die beiden Handlungsstränge aufeinander. Hier, am Ort des traumatischen Schlüsselerlebnisses in Zakalwes Leben, kommt es zur Auflösung. Diziet findet heraus, dass es sich bei dem Söldner nicht um Cheradenine Zakalwe handelt, sondern um dessen Adoptivbruder Elethiomel. Dieser hatte in einem Krieg Zakalwes zweite Schwester getötet und ihre Überreste zu einem Stuhl verarbeitet, woraufhin sich der echte Cheradenine Zakalwe das Leben nahm. Elethiomels letzter Versuch, die Vergebung der überlebenden Schwester Livueta zu erlangen, scheitert.
Diziet versucht am Ende des Buches, einen neuen Söldner in einem Verwundetenheim zu rekrutieren.

### Zusammenhang innerhalb des Kultur-Zyklus
In Einsatz der Waffen wird die Kultur aus einer doppelten Perspektive beleuchtet, einmal aus Sicht des weitgehend Außenstehenden Cheradenine Zakalwe, zum anderen aus der von Diziet Sma und der Drohne Skaffen-Amtiskaw.
Obwohl ihm das ganze medizinische Können der Kultur offensteht, bescheidet sich Zakalwe, was körperliche Modifikationen angeht, mit der physischen Unsterblichkeit. Das gilt jedoch im kulturellen Zusammenhang als Abnormität. Die meisten Kultur-Bewohner beschließen ihr Leben bewusst nach etwa 400–500 Jahren. Den Wunsch nach Unsterblichkeit halten sie für eine ziemlich kindliche Denkweise. Drogendrüsen, eine neurale Borte oder sonstige Veränderungen an Geist oder Körper lehnt Zakalwe strikt ab. Er geriert sich quasi als tumber Naturbursche, der die ganzen Feinheiten des Kulturbetriebs für dekadenten Quatsch hält. Der Roman gewährt tiefe Einblicke ins Arbeiten und Denken von Besondere Umstände, auch wenn die von der Kultur verfolgten höheren Ziele dem Leser dabei genauso oft verborgen bleiben wie Zakalwe selbst.
Diziet Sma und die Drohne Skaffen-Amtiskaw, die zusammen für Besondere Umstände arbeiteten, haben einen anderen Blick sowohl auf Zakalwe als auch auf das Leben in der Kultur. Sie bewundern Zakalwes oft ungestümes Handeln und verachten seine sentimentalen Anwandlungen, die ihn zu irrationalen Taten verleiten, vor allem, wenn deshalb eine Mission scheitert. Den Zynismus, der mancher BU-Aktion anhaftet, ertragen sie jedenfalls deutlich besser als Zakalwe, ja haben ihn zum Teil selbst verinnerlicht. Sie wissen eben, dass die BU-Gehirne zwar millionenfach intelligenter sind als Menschen, sie jedoch trotzdem unbequeme und zum Teil moralisch fragwürdige Entscheidungen treffen müssen. Jedenfalls stellen Sma und Skaffen-Amtiskaw das große Ziel nicht wirklich in Frage.

## Entstehungsgeschichte
1974, lange bevor eines seiner Bücher (sowohl Science Fiction als auch Belletristik) veröffentlicht wurde, schrieb Banks bereits eine sehr viel längere Version von Einsatz der Waffen mit einer noch komplizierteren Handlungsstruktur. Auch wenn Bedenke Phlebas und Das Spiel Azad früher veröffentlicht wurden, ist Einsatz der Waffen demnach das erste Buch, das Banks im Kontext des Kultur-Zyklus verfasst hat.
In der Novelle Der letzte Stand der Kunst (engl. The State of the Art) aus der Kurzgeschichtensammlung Ein Geschenk der Kultur tauchen Diziet Sma und die Drohne Skaffen-Amtiskaw ebenfalls auf und besuchen die Erde. Es liegt nahe, dass die Novelle Bestandteil der ursprünglichen Fassung von Einsatz der Waffen war. Smas Ode an Zakalwe, die vor dem Prolog in Einsatz der Waffen abgedruckt ist, wurde von ihr auf das Jahr 115 des Kalenders der Roten Khmer datiert, fällt also in die Zeit, zu der sie ihren Bericht über den Besuch auf der Erde abgefasst hat.
Banks selbst sagt über die erste Fassung des Buches: „Es war unmöglich zu verstehen, ohne in sechs Dimensionen zu denken“. In der leicht kryptischen Danksagung des Romans gibt er an, dass ihn die Anregung des befreundeten Science-Fiction-Autors Ken MacLeod dazu bewogen hat, das Buch noch einmal zu überarbeiten und ihm eine neue Struktur zu geben: „Es war seine Idee, den alten Krieger aus dem Ruhestand zu argumentieren und er schlug auch das Fitness-Programm vor.“ Tatsächlich verwendet MacLeod in seinen eigenen Romanen gern einen ähnlichen Aufbau, zum Beispiel in Die Mars-Stadt (engl. The Stone Canal).

## Auszeichnungen
- 1992 – Kurd-Laßwitz-Preis für den besten ausländischen Science-Fiction-Roman des Jahres.